# África do Sul nos Jogos Olímpicos da Juventude
A África do Sul participou pela primeira vez dos Jogos Olímpicos da Juventude em 2010 (primeira edição).
Atletas sul-africanos ganharam um total de 11 medalhas, com Atletismo e Natação obtendo o maior destaque.

## Quadro de Medalhas

### Medalhas por Jogos de Verão
| Jogos          | Ouro | Prata | Bronze | Total |
| Singapura 2010 | 2    | 4     | 3      | 9     |
| Total          | 2    | 4     | 3      | 9     |

### Medalhas por Esportes
| Esporte   | Ouro | Prata | Bronze | Total |
| Atletismo | 1    | 1     | 1      | 3     |
| Natação   | 1    | 3     | 2      | 6     |
| Total     | 2    | 4     | 3      | 9     |

### Medalhistas
| Edição                                        | Medalha | Nome                                                   | Esporte   | Evento                       |
| --------------------------------------------- | ------- | ------------------------------------------------------ | --------- | ---------------------------- |
| Verão de 2010 (2 Ouros, 4 Pratas e 3 Bronzes) | Ouro    | Jacques Du Plessis                                     | Atletismo | Arremesso de disco masculino |
| Verão de 2010 (2 Ouros, 4 Pratas e 3 Bronzes) | Ouro    | Chad le Clos                                           | Natação   | 200 m medley masculino       |
| Verão de 2010 (2 Ouros, 4 Pratas e 3 Bronzes) | Prata   | Ruan Greyling                                          | Atletismo | 400 m masculino              |
| Verão de 2010 (2 Ouros, 4 Pratas e 3 Bronzes) | Prata   | Chad le Clos                                           | Natação   | 100 m borboleta masculino    |
| Verão de 2010 (2 Ouros, 4 Pratas e 3 Bronzes) | Prata   | Chad le Clos                                           | Natação   | 200 m borboleta masculino    |
| Verão de 2010 (2 Ouros, 4 Pratas e 3 Bronzes) | Prata   | Chad le Clos                                           | Natação   | 400 m livre masculino        |
| Verão de 2010 (2 Ouros, 4 Pratas e 3 Bronzes) | Bronze  | Rudolph Pienaar                                        | Atletismo | Salto em distância masculino |
| Verão de 2010 (2 Ouros, 4 Pratas e 3 Bronzes) | Bronze  | Chad le Clos Murray McDougall Dylan Bosch Pierre Keune | Natação   | 4x100 m livre masculino      |